# Duke Mathematical Journal
Le Duke Mathematical Journal est une revue de mathématiques à comité de lecture (peer reviewed) et publiée par la Duke University Press. 
Le journal paraît à une fréquence de dix-huit fois par an.

## Histoire
Le titre, créé en 1935, avait comme rédacteurs en chef fondateurs David Widder, Arthur Byron Coble (en) et Joseph Miller Thomas (en).
Le premier numéro comprenait un article du mathématicien Solomon Lefschetz. 
Leonard Carlitz a fait partie du comité de rédaction pendant trente-cinq ans, de 1938 à 1973.